# Palazzo Terzi-Martinengo

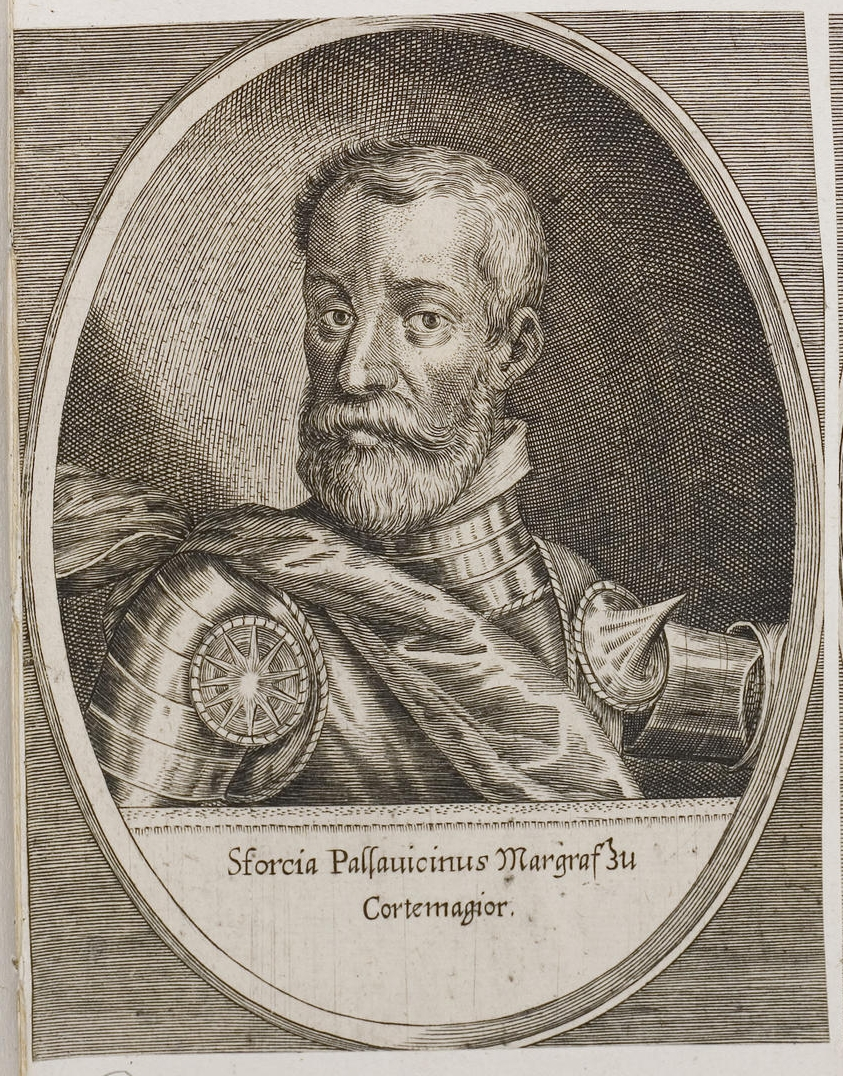
Sforza Pallavicino in armi.

Il palazzo Terzi-Martinengo (ex Pallavicino) è uno storico edificio di Barbarano, frazione del comune di Salò, in Lombardia.

## Descrizione e storia
Venne edificato come dimora fortificata nel 1556 per volere di Sforza Pallavicino, capitano generale della Serenissima e marchese di Cortemaggiore e Busseto. Affacciato direttamente sul lago di Garda e circondato da giardini, è costituito da quattro corpi di fabbrica e quello centrale si protende verso il lago. Nel palazzo furono ospitati Paolo Giordano I Orsini, duca di Bracciano e sua moglie Vittoria Accoramboni, in fuga da Roma.
Sforza Pallavicino morì nel febbraio 1585 senza eredi e nel palazzo il 13 novembre dello stesso anno trovò la morte anche l'Orsini, forse avvelenato per mano di Francesco I de' Medici. Vittoria Accoromboni, erede del duca, fuggì a Padova dove venne assassinata il 22 dicembre 1585.
Il palazzo passò in eredità ad Alessandro Pallavicino di Zibello, adottato nel 1581 e ceduto a Camillo Martinengo dal 1640 al 1651 e accolse più volte il Granduca di Toscana Cosimo III de' Medici e la scrittrice Mary Wortley Montagu. Nell'Ottocento passò alla famiglia Terzi.
Durante la Repubblica Sociale Italiana ospitò i principali uffici.
Un ponte in ferro che attraversa la strada statale collega il palazzo ad un giardino pensile sul lato opposto.